# Mekonij
Mekonij (lat. meconium), prva stolica novorođenčeta sisavaca.
Za razliku od kasnijeg izmeta mekonij je sastavljen od tvari koje je dijete progutalo dok je bilo u maternici: stanicâ crijevnog epitela, lanugo-dlačica, sluzi, plodne vode, žuči i vode. Jako je viskozan i gotovo bezmirisan, a boja mu je najčešće zelenkasto crna. Ako se razrijedi u plodnoj vodi, može se pojaviti u raznim nijansama smeđe, zelene i žute boje. Potpuno izlazi iz dječjeg probavila nekoliko dana nakon poroda kada izmet poprima žućkastu boju zbog probavljenog mlijeka.
Mekonij je prije porođaja obično smješten u dječjim crijevima, ali ponekad zna biti potisnut u plodnu vodu prije ili tijekom porođaja. Smeđe obojena mekonijska plodna voda znak je fetalnog distresa te postoji rizik od oboljenja od mekonijskog aspiracijskog sindroma. Mekonijska aspiracija nastaje kada dijete udahne mekonij, što izaziva zatvaranje dišnih puteva i oštećenje pluća. Preventivna je mjera odstranjivanje mekonijem zagađena sadržaja iz djetetovih usta, nosa, ždrijela i dušnika.
Mislilo se da je mekonij sterilan sve dok nisu istraživači Sveučilišta u Valenciji saznali da u mekoniju postoji velik broj bakterija koje se mogu podijeliti u dvije skupine. Prvoj skupini uglavnom pripadaju bakterije koje stvaraju mliječnu kiselinu, kao što je laktobacil, dok drugu skupinu čine crijevne bakterije, kao što je Escherichia coli.
Ponekad se mekonij može zgusnuti i prolaziti polaganije nego što je normalno što dovodi do začepljenja crijeva poznatog pod nazivom mekonijski ileus. Mekonijski je ileus često prvi znak cistične fibroze. Analizom mekonija može se otkriti je li majka konzumirala cigarete tijekom trudnoće.

## Galerija
- Mekonij novorođenčeta starog 13 sati.
- Na lijevoj slici nalazi se mekonij bebe stare 48 sati, a na desnoj je slici žućkasta stolica iste bebe nakon tjedan dana.